# Sulfoacetaldehid reduktaza
Sulfoacetaldehid reduktaza (EC 1.1.1.313, ISFD (gen)) je enzim sa sistematskim imenom izetionat:NADP+ oksidoreduktaza. Ovaj enzim katalizuje sledeću hemijsku reakciju
isetionat + NADP+ {\displaystyle \rightleftharpoons } 2-sulfoacetaldehid + NADPH + H+
Ovaj enzim katalizuje reakciju samo u suprotnom smeru. On učestvuje u degradaciji taurina. Bakterija Chromohalobacter salexigens, vrsta DSM 3043, poseduje dva enzima koji katalizuju ovu reakciju: konstitutivni enzim (kodiran ISFD2 genom) i inducibilni enzim (kodiran ISFD genom). Izražavanje drugog gena indukuje taurin, i on je odgovoran za najveći deo aktivnosti u ćelijama uzgajenim na taurinu.

## Literatura
- Nicholas C. Price; Lewis Stevens (1999). Fundamentals of Enzymology: The Cell and Molecular Biology of Catalytic Proteins (Third изд.). USA: Oxford University Press. ISBN 019850229X.
- Eric J. Toone (2006). Advances in Enzymology and Related Areas of Molecular Biology, Protein Evolution (Volume 75 изд.). Wiley-Interscience. ISBN 0471205036.
- Branden C; Tooze J. Introduction to Protein Structure. New York, NY: Garland Publishing. ISBN 0-8153-2305-0.
- Irwin H. Segel. Enzyme Kinetics: Behavior and Analysis of Rapid Equilibrium and Steady-State Enzyme Systems (Book 44 изд.). Wiley Classics Library. ISBN 0471303097.

## Spoljašnje veze
- Sulfoacetaldehyde+reductase на 